# Wilhelm Fahrmbacher
Wilhelm Fahrmbacher, född 19 september 1888 i Zweibrücken, död 27 april 1970 i Garmisch-Partenkirchen, var en tysk militär. Fahrmbacher befordrades till generalmajor i augusti 1937 och till general i artilleriet i oktober 1940. Han erhöll Riddarkorset av Järnkorset i juni 1940.

## Biografi
Fahrmbacher påbörjade sin militära karriär 1907. Han tjänstgjorde i ett fältartilleriregemente och deltog i första världskriget. Efter kriget fortsatte hans militära karriär inom artilleriet i Reichswehr. 
I mars 1938 utnämndes Fahrmbacher till Artilleriekommandeur 35 (Arko 35) men i augusti fick han befälet över 5. Infanterie-Division sedan dess befälhavare generallöjtnant Eugen Hahn avlidit. Vid andra världskrigets utbrott var divisionen stationerad vid västfronten och på våren 1940 deltog den under fälttåget i väst. Under detta fälttåg belönades Fahrmbacher med järnkorset av båda klasserna samt med riddarkorset. 
Hösten 1940 befordrades Fahrmbacher till kårbefälhavare när han fick befälet över VII. Armeekorps. Han ledde denna kår på det centrala avsnittet av östfronten sedan operation Barbarossa inletts sommaren 1941. I början av 1942 lämnade han sitt befäl och efter en tid i befälsreserven tog han över XXV. Armeekorps som var stationerad i norra Frankrike. Han kom att tillbringa resten av kriget i landet. 

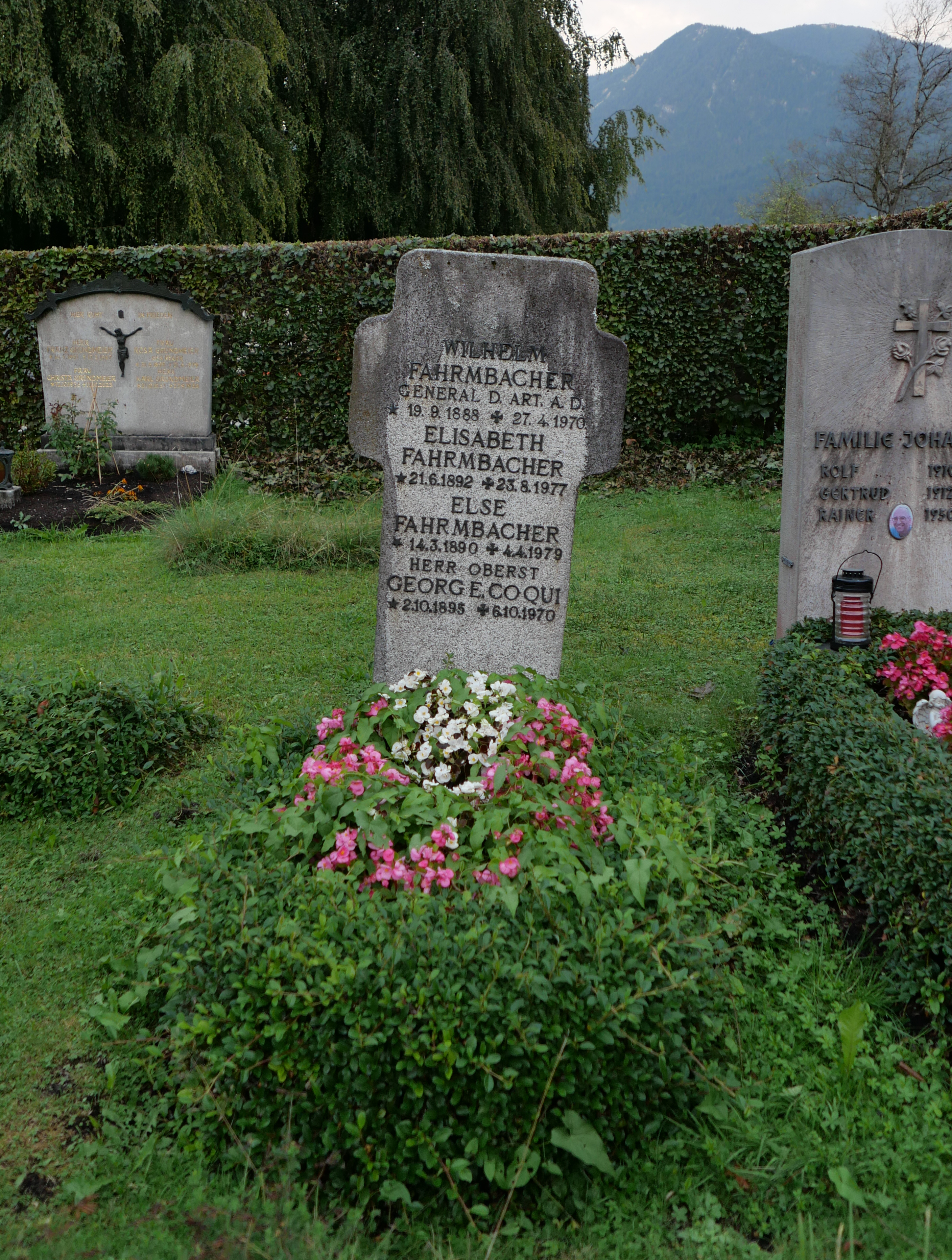
Graven 2024.

Efter den allierade landstigningen i Normandie den 6 juni 1944 hamnade Fahrmbacher med sin kår åter i hetluften. Den 12 juni fick han för någon dag befälet över LXXXIV. Armeekorps sedan generallöjtnant Erich Marcks stupat i ett fientligt flyganfall. Han återvände dock snart till XXV. Armeekorps som drog sig tillbaka mot hamnstaden Lorient som utnämndes till en fästning. Där stannade han som fästningskommendant till krigsslutet och kapitulerade med sitt manskap den 10 maj 1945. 
Fahrmbacher var i amerikansk och senare fransk krigsfångenskap mellan maj 1945 och augusti 1950. Efter att ha släppts tjänstgjorde Fahrmbacher 1951–1958 som militär rådgivare åt den egyptiska armén.
Fahrmbacher ligger begravd i en familjegrav på kyrkogården i Garmisch, där även flera andra Wehrmacht-generaler ligger begravda.

## Befäl
- 5. Infanterie-Division: augusti 1938 – oktober 1940
- VII. Armeekorps: oktober 1940 – mars 1942
- XXV. Armeekorps: maj 1942 – juni 1944
- Heeresgruppe Normandie: juni – augusti 1944
- försvarsområde Bretagne: augusti 1944 – maj 1945